# Kenneth Branagh
Sir Kenneth Charles Branagh, Kt. (Belfast, Ulster, 10 de desembre de 1960) és un director, guionista i actor de cinema i teatre britànic.
Ha estat nominat a diversos premis; d'entre ells, l'Oscar, en quatre ocasions: al millor actor i millor director per Henry V, al millor guió per Hamlet i al millor curtmetratge per Swan Song.

## Biografia
El seu nom complet és Kenneth Charles Branagh. És el segon de tres fills en una família protestant de classe obrera. La família es va traslladar a Reading (Anglaterra), quan ell tenia 9 anys, per a escapar de la violència i del terrorisme de la zona nord-irlandesa. En Kenneth va mantenir una identitat irlandesa a casa mentre adoptava l'accent anglès a l'escola. Des de jove va mostrar un interès per la literatura, així com pels esports. Però va ser als 15 anys quan, en veure a l'actor Derek Jacobi en el paper de Hamlet, va decidir que volia ser actor.
Als 18 va ingressar a la Royal Academy of Dramatic Art, el director de la qual, Hugh Crutwell, seria molt més tard el seu ajudant i referència en moltes pel·lícules. Només acabar l'escola, va realitzar el paper secundari en l'obra Another country, que li va valer molts premis i aclamacions. Però va ser el seu paper com Enric V per a la Royal Shakespeare Company (RSC) a l'edat de 23 anys, la que va assegurar la seva posició com a nou talent de l'escena britànica tant en direcció com en la interpretació.
El 1987 va fundar, juntament amb el seu col·lega a Another country, David Parfitt, una nova companyia, que va ser nomenada Renaissance, amb un principi desfavorable: la producció Public Enemy, escrita, dirigida i protagonitzada per Kenneth Branagh, va rebre moltes crítiques negatives (especialment dedicades a la seva megalomania). Afortunadament, les produccions de RTC de La nit de reis (dirigida per Kenneth), de Molt soroll per no res (amb Keneth com a protagonista), i Hamlet (també en el paper principal), van ser rebudes amb aclamació de la crítica. La premsa el va etiquetar com "el nou Olivier".
Durant el període agitat del naixement de la Renaissance, va continuar treballant en projectes de televisió i de cinema. Un d'ells la mini-sèrie de BBC Fortunes of war. La seva actriu principal era Emma Thompson. Els dos van acabar enamorant-se en el rodatge. Es van casar tres anys més tard el 1989 i després de catapultar-se en les seves diferents carreres cinematogràfiques se'ls va conèixer internacionalment com "Ken i Em", "la parella Real del cinema anglès". Els seus diferents projectes els van portar a distanciar-se i van anunciar la seva separació el 30 de setembre de 1995.
La seva següent pel·lícula, Morir encara va ser la seva primera experiència amb un gran estudi, la Paramount. Film que homenatja el cinema negre. Va fer que els crítics el comparessin amb Welles. La pel·lícula va ser un èxit i li va permetre rodar la comèdia de baix pressupost Els amics de Peter i després traslladar-se a la Toscana per rodar Molt soroll per no res.
Mary Shelley's Frankenstein va ser una de les produccions més cares de 1994 i probablement la millor i més fidel adaptació de l'obra de Mary Shelley. Va intervenir com a director i actor. Malgrat ser considerada un fracàs comercial, va arribar a produir 106 milions de dòlars de benefici.
El 1995 dirigeix la pel·lícula de baix pressupost En el més cru del cru hivern que amb prou feines sí va tenir exhibició en molts països i que narra la història d'un atípic grup teatral que pretén muntar Hamlet en un petit poble rural. Aquesta pel·lícula va comptar amb la veterana Joan Collins.
Al cap de poc temps va complir el seu somni de dirigir una versió de Hamlet de quatre hores, sense cap tall pel que fa a l'obra original i amb un repartiment plagat d'estrelles, encara que també es va exhibir una versió reduïda de poc més d'hora i mitja. Els crítics la van aclamar i va rebre quatre nominacions als Oscar. Malgrat l'èxit, no en va rebre cap.
El 2001 va protagonitzar el gran paper en el telefilm Conspiracy, que li va valer el premi Emmy. Es decideix a tornar als escenaris a principis del 2002 després de gairebé deu anys d'absència, però ho fa primer com a director amb The play what wrote, que es converteix en la comèdia revelació de l'any i rep diversos guardons. De nou acapara l'èxit de la crítica i el públic, fent el paper de Ricard III d'Anglaterra en els teatres de Sheffield, al març del 2002.
Aconsegueix el paper de Gilderoy Lockhart en Harry Potter i la cambra secreta. El 2003 torna al teatre, però no amb Shakespeare, sinó amb Mamet. Edmond és un nou èxit d'audiència i crítica. Contreu matrimoni amb Lindsay Brunnock, a la qual va conèixer en el rodatge de Shackleton. Recentment ha exhibit en diversos festivals el seu curtmetratge Listening.
El 2006, Branagh va dedicar gran part del seu temps al Japó preparant la seva personal visió de Al vostre gust, de William Shakespeare. Amb Jimmy Juill, Brian Blessed, Adrian Lester, que anteriorment va treballar juntament amb Kenneth en la pel·lícula Treball d'amor perdut.
També treballa per a la televisió en la sèrie Wallander, on interpreta al famós detectiu creat per Henning Mankell. La sèrie va començar el 2008 i el 2012 es va complir la tercera temporada.
Branagh va dirigir Thor (2011), basada en el personatge de l'empresa Marvel Comics. Branagh fa incursió al gran cinema industrial basat en personatges de comics, ja que la major part de la seva filmografia correspon a altres tipus de films. Molts fanàtics del còmic "Thor" i dels personatges de "Marvel", estan molt contents amb l'elecció de Kenneth Branagh, ja que igual que Christopher Nolan, són directors molt respectats per films anteriors. Branagh manté el projecte en absolut silenci, i molts auguren que el resultat de Thor és molt similar a l'èxit que va obtenir Nolan amb la seva visió de Batman en El cavaller fosc.
Per la seva actuació en La meva setmana amb Marilyn va ser nominat a l'Oscar com a millor actor secundari. D'altra banda, va tenir un paper en la cerimònia d'obertura dels Jocs Olímpics de Londres 2012.
Va dirigir la producció de Walt Disney Pictures, La Ventafocs (2015). El guió escrit per Chris Weitz fusiona el relat infantil de Charles Perrault amb la història del film animat de Walt Disney de 1950.
Entre els anys 1989 i 1995 va estar casat amb la també actriu Emma Thompson. Després de mantenir una relació sentimental amb Helena Bonham Carter, l'any 2003 es va casar amb la directora artística Lindsay Brunnock.
L'any 2012 la reina Elisabet II l'armà cavaller.

## Filmografia

### Actor
| Any  | Pel·lícula                                                                 | Personatge                 | Notes |
| ---- | -------------------------------------------------------------------------- | -------------------------- | --- |
| 1981 | Carros de foc (Chariots of Fire)                                           | Artista                    | no surt als crèdits |
| 1983 | To the Lighthouse                                                          | Charles Tansley            | sèrie de televisió |
| 1985 | Coming Through                                                             | D. H. Lawrence             | TV |
| 1987 | Fortunes of War                                                            | Guy Pringle                | sèrie de televisió: 7 episodis |
| 1987 | A Month in the Country                                                     | James Moon                 | |
| 1987 | High Season                                                                | Rick                       | |
| 1988 | Thompson                                                                   | Diversos papers            | sèrie de televisió: 6 episodis |
| 1988 | Strange Interlude                                                          | Gordan Evans               | TV |
| 1989 | Look Back In Anger                                                         | Jimmy Porter               | |
| 1989 | Henry V                                                                    | Enric V d'Anglaterra       | Nominació − Oscar al millor actor Nominació − BAFTA al millor actor |
| 1991 | Tornar a morir (Dead Again)                                                | Roman Strauss Mike Church  | |
| 1992 | Els amics de Peter (Peter's Friends)                                       | Andrew Benson              | |
| 1993 | Much Ado About Nothing                                                     | Benedick                   | |
| 1993 | Rebels del swing (Swing Kids)                                              | Herr Knopp, Gestapo        | no surt als crèdits |
| 1994 | Frankenstein de Mary Shelley                                               | Victor Frankenstein        | |
| 1995 | Othello                                                                    | Iago                       | |
| 1996 | Hamlet                                                                     | Príncep Hamlet             | |
| 1998 | Conflicte d'interessos (The Gingerbread Man)                               | Rick Magruder              | |
| 1998 | The Theory of Flight                                                       | Richard                    | |
| 1998 | Celebrity                                                                  | Lee Simon                  | |
| 1998 | Promeses incomplides (The Proposition)                                     | Father Michael McKinnon    | |
| 1998 | The Dance of Shiva                                                         | Coronel Evans              | curtmetratge |
| 1999 | The Periwig-Maker                                                          | Creador de perruques       | curtmetratge; veu |
| 1999 | Wild Wild West                                                             | Dr. Arliss Loveless        | |
| 1999 | Alien Love Triangle                                                        | Steve Chesterman           | curtmetratge |
| 2000 | La ruta cap a El Dorado (The Road to El Dorado)                            | Miguel                     | veu |
| 2000 | Treballs d'amors perduts (Love's Labour's Lost)                            | Berowne                    | |
| 2001 | Conspiracy                                                                 | Reinhard Heydrich          | TV Primetime Emmy al millor actor en minisèrie o telefilm Nominació − Globus d'Or al millor actor en minisèrie o telefilm Nominació − BAFTA al millor actor                             |
| 2001 | Schneider's 2nd Stage                                                      | Joseph Barnett             | curtmetratge |
| 2002 | La generació robada (Rabbit-Proof Fence)                                   | A. O. Neville              | |
| 2002 | How to Kill Your Neighbor's Dog                                            | Peter McGowan              | |
| 2002 | Shackleton                                                                 | Ernest Henry Shackleton    | Minisèrie de TV Nominació − Primetime Emmy al millor actor en minisèrie o telefilm Nominació − BAFTA al millor actor                                                                    |
| 2002 | Harry Potter i la cambra secreta (Harry Potter and the Chamber of Secrets) | Professor Gilbert Decors   | |
| 2004 | Five Children and It                                                       | Oncle Albert               | |
| 2005 | Warm Springs                                                               | Franklin Delano Roosevelt  | TV Nominació − Globus d'Or al millor actor en minisèrie o telefilm Nominació − Primetime Emmy al millor actor en minisèrie o telefilm                                                   |
| 2007 | Sleuth                                                                     | Home a la TV               | no surt als crèdits |
| 2008 | Valquíria (Valkyrie)                                                       | Henning von Tresckow       | |
| 2008 | 10 Days to War                                                             | Coronel Tim Collins        | sèrie de televisió: 1 episodi |
| 2008 | Wallander                                                                  | Kurt Wallander             | sèrie de televisió: 6 episodis BAFTA al millor actor Nominació − Globus d'Or al millor actor en minisèrie o telefilm Nominació − Primetime Emmy al millor actor en minisèrie o telefilm |
| 2009 | The Boat That Rocked                                                       | Ministre Alistair Dormandy | |
| 2011 | Wallander                                                                  | Kurt Wallander             | sèrie de televisió: 12 episodis |
| 2011 | La meva setmana amb Marilyn                                                | Laurence Olivier           | Nominació − Oscar al millor actor secundari Nominació − Globus d'Or al millor actor secundari Nominació − BAFTA al millor actor secundari                                               |
| 2014 | Jack Ryan: Shadow Recruit                                                  | Viktor Cherevin            | |
| 2017 | Dunkerque                                                                  | Comandant Bolton           | |
| 2017 | Murder on the Orient Express                                               | Hercule Poirot             | |
| 2018 | All is true                                                                | William Shakespeare        | |
| 2019 | Fireheart                                                                  | Shawn Nolan                | |
| 2020 | Tenet                                                                      | Sator                      | |

### Director
| Any  | Pel·lícula                           | Notes                                                                         |
| ---- | ------------------------------------ | ----------------------------------------------------------------------------- |
| 1989 | Henry V                              | També guionista BAFTA al millor director Nominació − Oscar al millor director |
| 1991 | Tornar a morir (Dead Again)          | Nominació − Os d'Or                                                           |
| 1992 | Els amics de Peter (Peter's Friends) | també productor                                                               |
| 1992 | Swan Song                            | Curtmetratge Nominació − Oscar al millor curtmetratge                         |
| 1993 | Molt soroll per no res               | També guionista i productor Nominació − Palma d'Or                            |
| 1994 | Frankenstein de Mary Shelley         | també coproductor                                                             |
| 1995 | En el moment més cru de l'hivern     | També guionista Nominació − Lleó d'Or                                         |
| 1996 | Hamlet                               | També guionista Nominació − Oscar al millor guió adaptat                      |
| 2000 | Love's Labour's Lost                 | També guionista i productor                                                   |
| 2003 | Listening                            | Curtmetratge; també guionista                                                 |
| 2006 | The Magic Flute                      | També guionista                                                               |
| 2006 | As You Like It                       | També guionista i productor executiu                                          |
| 2007 | Sleuth                               | També productor Nominació − Lleó d'Or                                         |
| 2011 | Thor                                 |                                                                               |
| 2014 | Jack Ryan: Shadow Recruit            |                                                                               |
| 2015 | Cinderella                           |                                                                               |
| 2017 | Murder on the Orient Express         | També productor                                                               |
| 2018 | All is true                          | També productor                                                               |
| 2020 | Artemis Fowl                         | També prodcutor                                                               |
| 2021 | Belfast                              |                                                                               |
| 2022 | Death on the Nile                    |                                                                               |

## Teatre
| Any  | Obra                   | Autor               | Rol             | Notes                         |
| ---- | ---------------------- | ------------------- | --------------- | ----------------------------- |
| 1984 | Hamlet                 | William Shakespeare | Laertes         |                               |
| 1984 | Henry V                | William Shakespeare | Henry V         |                               |
| 1986 | Romeo and Juliet       | William Shakespeare | Romeo, director |                               |
| 1987 | Twelfth Night          | William Shakespeare | director        | per a la RTC                  |
| 1988 | Hamlet                 | William Shakespeare | Hamlet          |                               |
| 1988 | Much Ado About Nothing | William Shakespeare | Benedict        |                               |
| 1990 | King Lear              | William Shakespeare | Edgar, director |                               |
| 1991 | Oncle Vanya            | Anton Txékhov       | director        | per a la RTC                  |
| 1992 | Hamlet                 | William Shakespeare | Hamlet          | per a la RSC                  |
| 2002 | Richard III            | William Shakespeare | Richard III     | The Crucible, Sheffield       |
| 2003 | Edmond                 | David Mamet         | Edmond          | The National Theatre, Londres |
| 2008 | Ivanov                 | Anton Txékhov       | Ivanov          |                               |
| 2011 | The Painkillers        | Francis Veber       |                 | Belfast                       |

## Premis i nominacions

### Premis
- Premi BAFTA:
  - millor direcció per Henry V (1989)
  - millor sèrie dramàtica de televisió per "Wallander" (2008)
- Festival Internacional de Cinema de Venècia:
  - Osella d'Or al millor director per En el moment més cru de l'hivern (1995)
  - Lleó Queer per Sleuth (2007)
- Emmy al millor actor de minisèrie o pel·lícula per Conspiracy (2001)
- Sant Jordi:
  - millor actor per Henry V (1989)
  - Premi de l'Audiència a la millor pel·lícula estrangera per Much Ado About Nothing (1993)

### Nominacions
- Oscar:
  - millor director per Henry V (1989)
  - millor actor per Henry V (1989)
  - millor actor secundari per My Week with Marilyn (2012)
  - millor curtmetratge per Swan Song (1992)
  - millor guió adaptat per Hamlet (1996)
- Premi BAFTA:
  - millor actor per Henry V (1989)
  - millor actor secundari per My Week with Marilyn (2012)
  - millor actor de televisió per "Fortunes of War" (1987), Conspiracy (2001) i Shackleton (2002)
- Os d'Or al Festival Internacional de Cinema de Berlín per Dead Again (1991)
- Palma d'Or al Festival Internacional de Cinema de Canes per Much Ado About Nothing (1993)
- Lleó d'Or al Festival Internacional de Cinema de Venècia per En el moment més cru de l'hivern (1995) i Sleuth (2007)
- Globus d'Or
  - millor actor secundari per My Week with Marilyn (2012)
  - millor actor de minisèrie o telefilm per Conspiracy (2001), Warm Springs (2005) i "Wallander" (2008)
- Emmy: millor actor de minisèrie o pel·lícula per Shackleton (2002), Warm Springs (2005) i "Wallander" (2008)
- Independent Spirit Awards: millor pel·lícula per Much Ado About Nothing (1993)
- Satellite Awards: millor actor de minisèrie o telefilm per Warm Springs (2005) i "Wallander" (2008)
- Razzie al pitjor actor secundari per Wild Wild West (1999)